# Torneo Nacional Interprovincial 2014
El Torneo Nacional Interprovincial 2014 fue un torneo de fútbol boliviano organizado por la Asociación Nacional de Fútbol de Bolivia con representantes de las provincias de los departamentos de Bolivia. El ganador del torneo clasificará al Nacional B 2014/15 y el subcampeón clasificará a la Copa Bolivia 2014.

## Formato
En este torneo solamente pueden participar clubes, equipos o selecciones de fútbol de las Provincias de Bolivia que no estén afiliados a sus respectivas Asociaciones Departamentales, y a sí mismo, sus jugadores no deben estar inscritos en dichas Asociaciones por el lapso anterior de 1 año, esto con el fin de promocionar jugadores de las provincias de Bolivia.

## Datos de los equipos
| Equipo                    | Municipio             | Provincia       | Departamento |
| ------------------------- | --------------------- | --------------- | ------------ |
| Quebracho                 | Villa Montes          | Gran Chaco      | Tarija       |
| San Juan                  | San Miguel de Velasco | Velasco         | Santa Cruz   |
| Quiroga                   | Quillacollo           | Quillacollo     | Cochabamba   |
| Azanake                   | Challapata            | Abaroa          | Oruro        |
| Municipalidad de Porvenir | Porvenir              | Nicolás Suárez  | Pando        |
| Itagüi                    | Padilla               | Tomina          | Chuquisaca   |
| Sporting Mallasa          | Mecapaca              | Murillo         | La Paz       |
| Gota de Oro               | Guayaramerín          | Vaca Díez       | Beni         |
| Ferroviario               | Tupiza                | Sud Chichas     | Potosí       |
| Gremio                    | Llallagua             | Rafael Bustillo | Potosí       |
| Juventud Unida            | Yacuiba               | Gran Chaco      | Tarija       |

| Campeón Club Quebracho |

| Sub-Campeón Club San Juan |

## Goleadores
| Jugador           | Equipo    | Goles |
| ----------------- | --------- | ----- |
| Juan Carlos Silos | Quebracho | 12    |